# リヴィングストン島
リヴィングストン島（リヴィングストンとう、英語: Livingston Island）は、南極地域のサウス・シェトランド諸島に浮かぶ島。グリニッジ島とスノー島の間に位置している。1819年に南緯60度以南の島嶼として初めて発見され、1820年代前半からリヴィングストン島と国際的に呼ばれているが、その名前の由来は明らかになっていない。また、ロシア語ではスモレンスク島(Смоленск)と呼ばれていた。

## 地勢

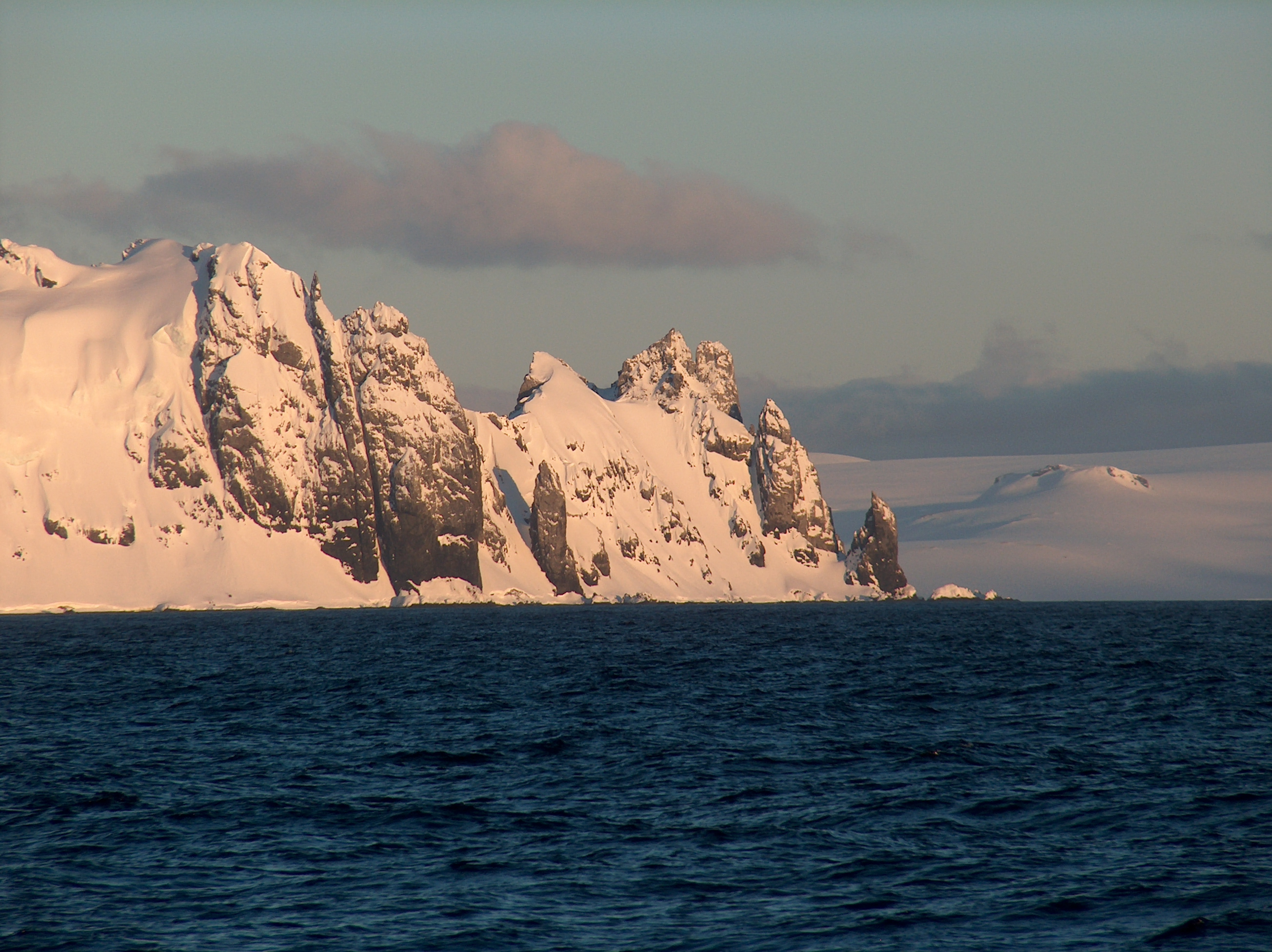
レニアー岬

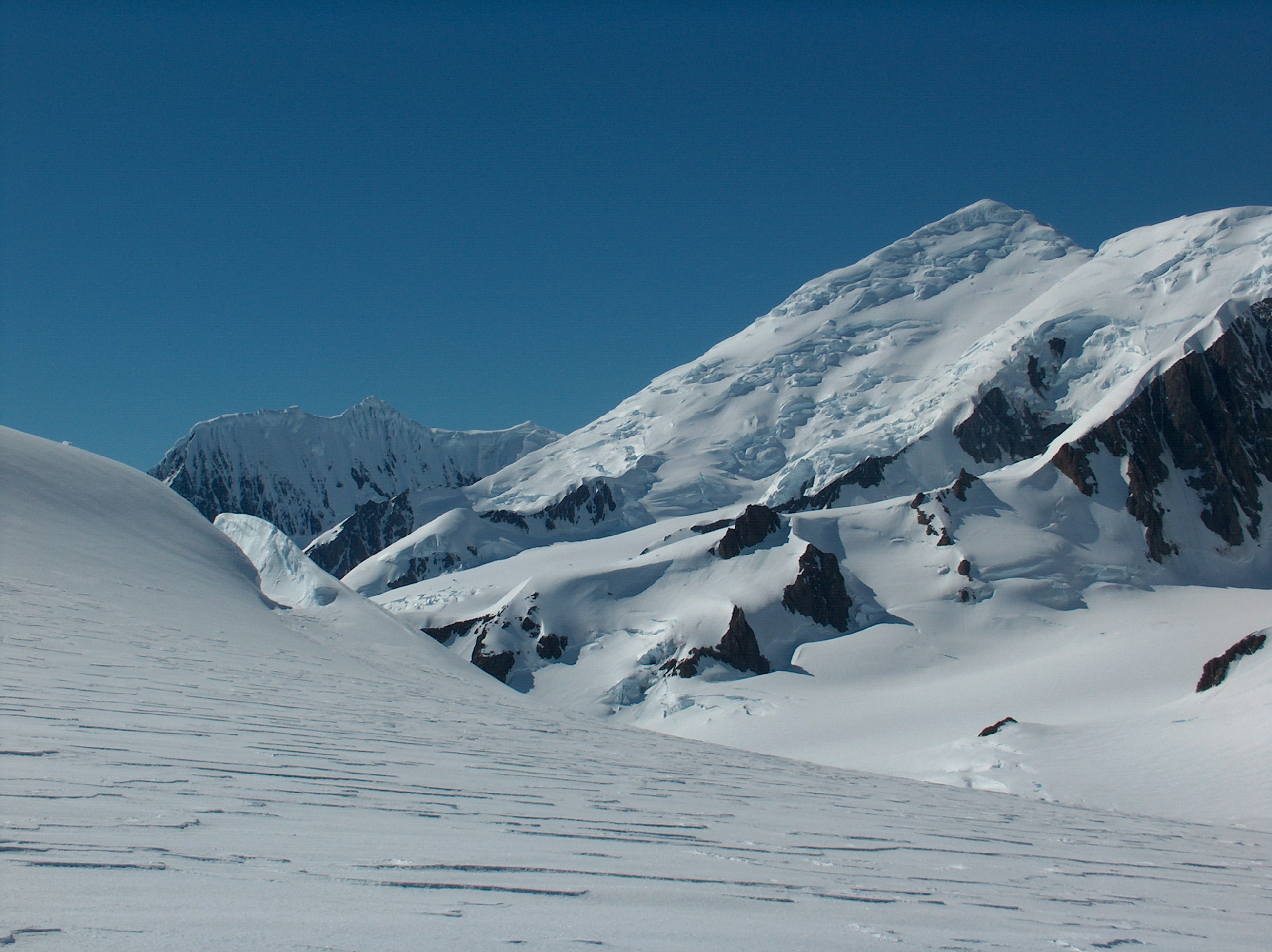
タングラ山地

リヴィングストン島は南極大陸のロケモレール岬からは北西に110 km (68 mi)、南米大陸のホーン岬からは南東に809 km (503 mi)、ディエゴ・ラミレス諸島からは南南東に796 km (495 mi)、フォークランド諸島からは南に1,063 km (661 mi)、サウス・ジョージア島からは南西に1,571 km (976 mi)、南極点からは3,040 km (1,889 mi)の位置に存在している。
南極半島からはブランスフィールド海峡を挟み、南米大陸からはドレーク海峡を挟んでいるサウス・シェトランド諸島を構成する島の一つであり、サウス・シェトランド諸島自体は合計3,687 km2 (1,424 sq mi)の面積を有している。

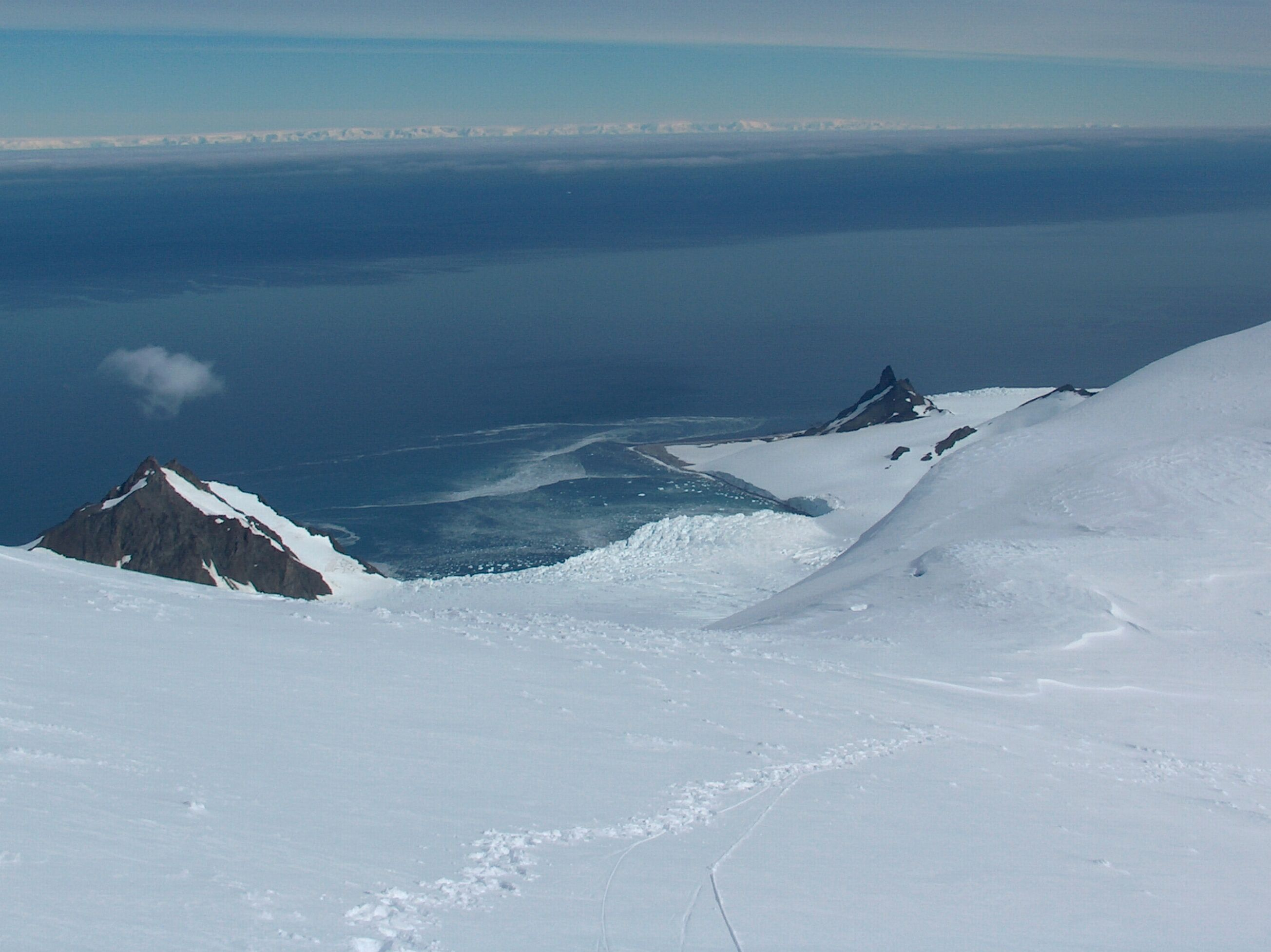
リヴィングストン島から臨むブランスフィールド海峡

マクファーレン海峡を挟んで東にグリーンウィッチ島、バーナード岬からスモレンスク海峡を挟んで南に18 km (11.2 mi)行くとデセプション島、モートン海峡を挟んで西南西にはスノー島がある。
リヴィングストン島は西のスタート岬から東のレニアー岬にかけて東西73 km (45 mi)、幅はサウス湾とヒーロー湾の間の最も狭い部分で5 km (3.1 mi)、ボテフ岬からウィリアムズ岬にかけての最も広い部分で36 km (22 mi)、面積は798平方キロメートル (308 sq mi)である。多くの小島や岩がリヴィングストン島のすぐそばにあり、特に島の北側に多い。その中で一番大きいのはラギット島でバイアーズ半島の目と鼻の先にある。リヴィングストン島からムーン湾を挟むとハーフムーン島が、ヒーロー湾を挟むとデソレーション島が、それ以外にもリヴィングストン島の北側にはゼッド諸島が存在している。

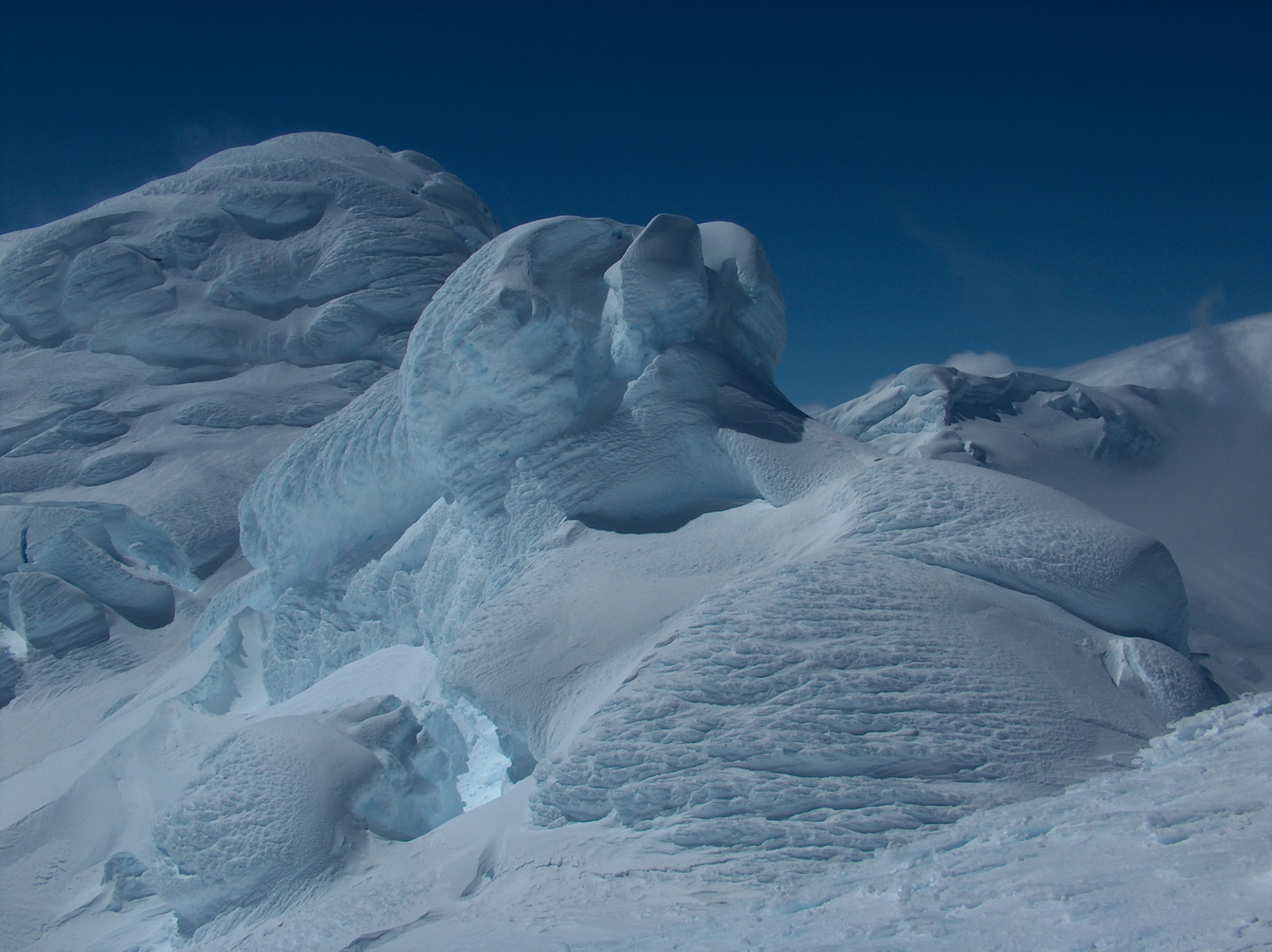
スフィンクス

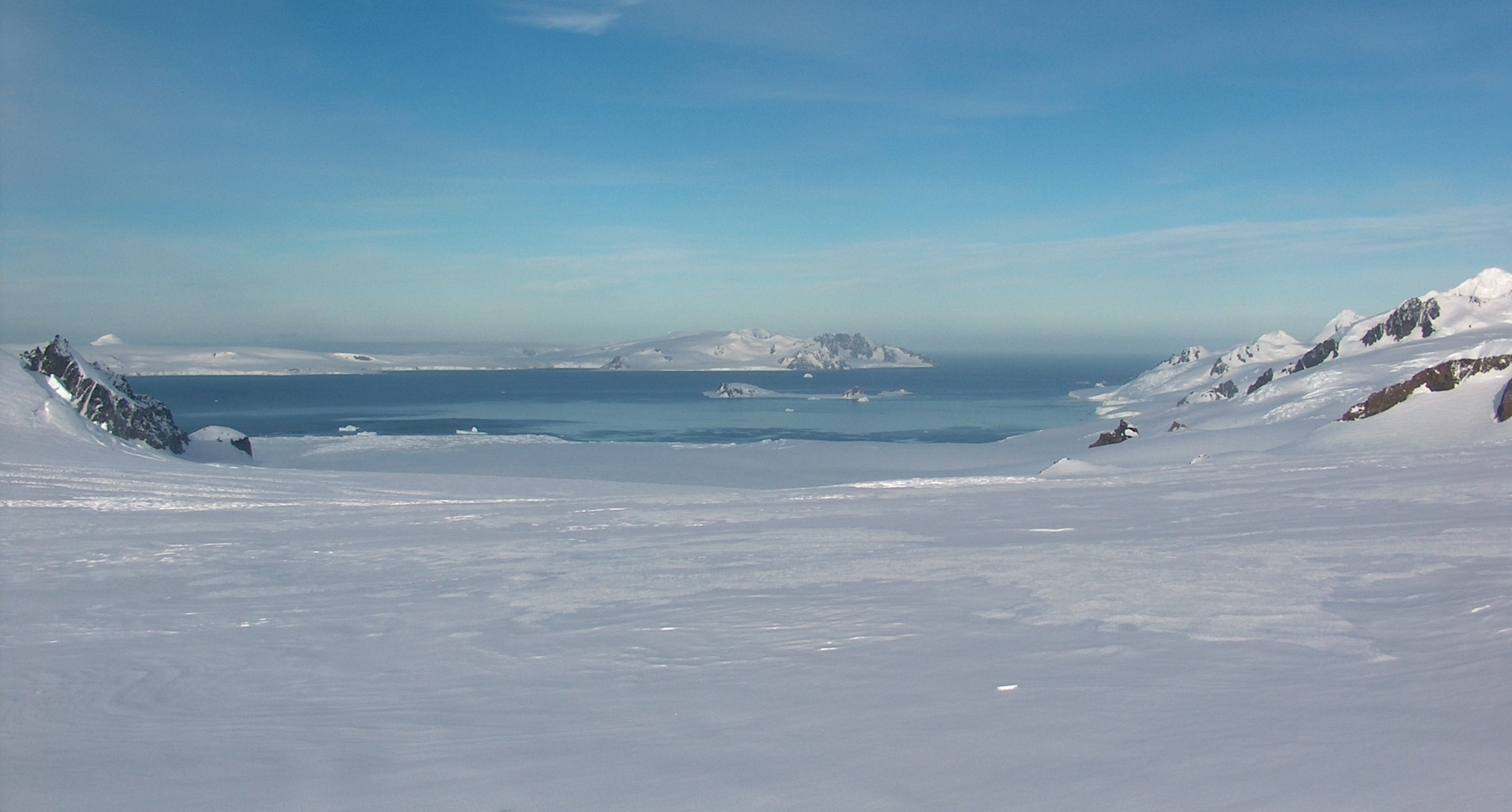
ヒューロン氷河とマクファーレン海峡H

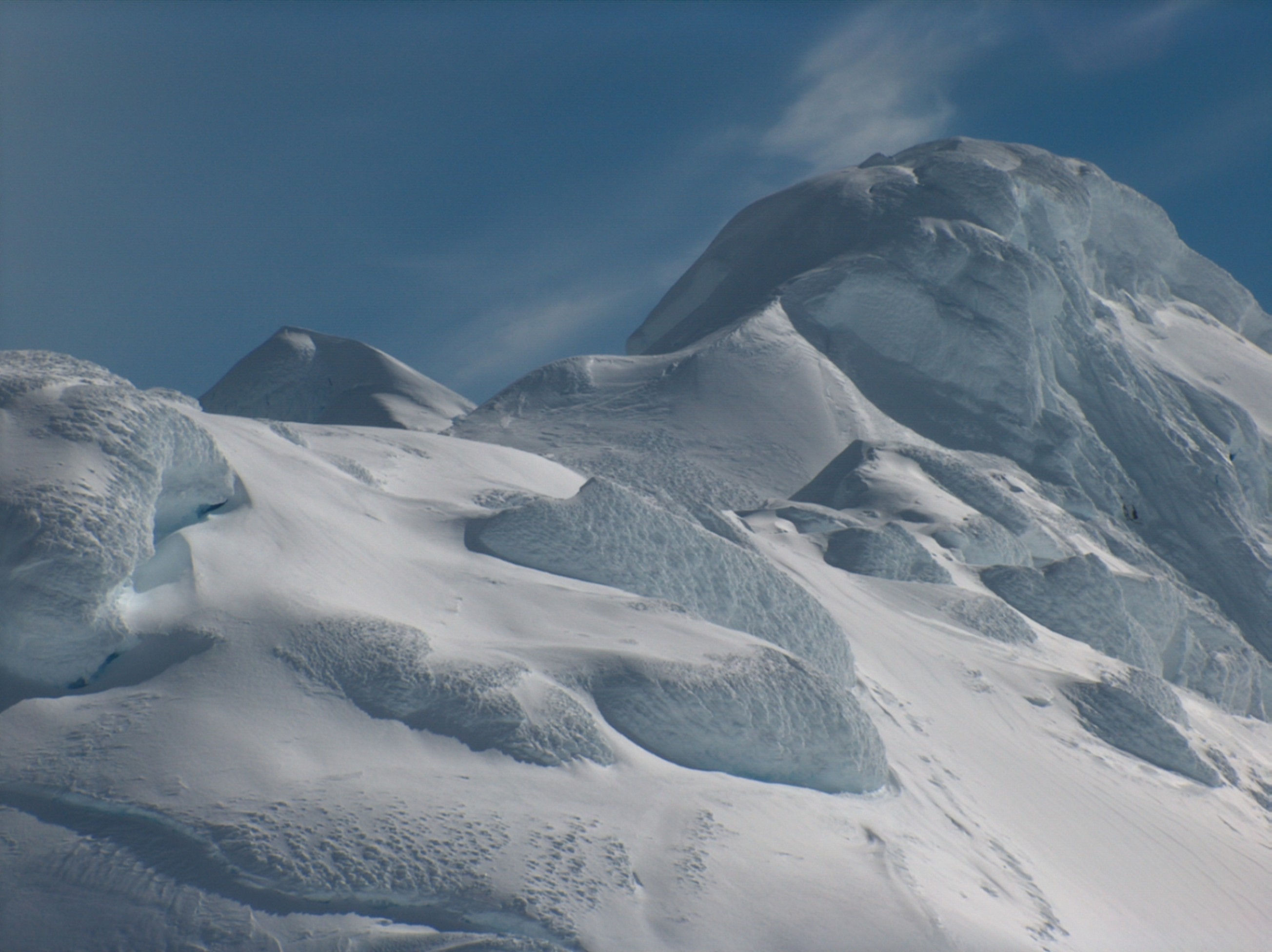
フリースラント山

昨今では一部の入江や海岸、岬では見られなくなったが、島の大部分の海岸線は依然として氷崖によって出来ている。島の大部分は氷帽によって覆われており、クレバスも場所によっては見られる。中央部から西部にかけてはアイスドームや氷の平原がある他方で、山がちな東部では氷河峡谷が多数存在している。この島の氷河には隣のデセプション島の火山活動による火山灰層が含まれている。
この島の西端を構成するバイアーズ半島から東に向かうとシレフ岬、シディンズ岬、ハンナー岬、ウィリアムズ岬、フード半島、ロジェン半島で氷に覆われていない海岸線を見る事が出来る。また、島の東部では地形が険し過ぎるために氷雪が止まる事が出来ず、山の斜面が露出している箇所も多い。島の最高峰であるフリースラント山を擁するタングラ山地、ボールズ尾根（6.5 km または 4 mi）、ヴィディン高地（8 km または 5 mi、604 m または 1,982 ft）、バーディック尾根（8 km または 5 mi、604 m または 1,982 ft）（773 m または 2,536 ft）、メルニク尾根（696 m または 2,283 ft）、プリスカ尾根（667 m または 2,188 ft）、オリャホヴォ高地（6 km または 4 mi、340 m または 1,115 ft）、ドスペイ高地（6 km または 4 mi、265 m または 869 ft）等が島の高地としてあげられる。
島の海岸線は不規則であり、サウス湾、ファルス湾、ムーン湾、ヒーロー湾、バークレー湾、ニュー・プリマス湾、オソゴヴォ湾、ウォーカー湾、フード半島（10 km または 6.2 mi）、ロジェン半島（9 km または 5.6 mi）、ブルガス半島,（10.5 km または 6.5 mi）、ヴァルナ半島（12.8 km または 8.0 mi）、バイアース半島（15 km または 9.3 mi）が存在している。
島の気候はとても変わりやすく、強風多湿で日照は短い。オーストラリアの登山家であるダミアン・グリデアは「リヴィングストン島はまさに世界最悪の気候だった。」と語った。バイアーズ半島で野外調査をしていた米国の調査隊は嵐に見舞われて2009年2月に救助要請を出している。ホワイトアウトは当たり前で、ブリザードは一年中いつ発生してもおかしくない。他方で気温は比較的落ち着いており、夏に3 °C (37.4 °F)を超える事は珍しく、冬も−11 °C (12.2 °F)程度で体感温度も5 - 10 °C (9 - 18 °F)下がる程度である。
| 場所                           | 最暖月平均気温 | 最寒月平均気温 | 年平均気温 | 年降水量 |
| ------------------------------ | -------------- | -------------- | ---------- | -------- |
| リヴィングストン島（海岸附近） | 2.6℃           | -4.6℃          | -1℃        | 377mm    |
| 出典:                          |                |                |            |          |

## 歴史

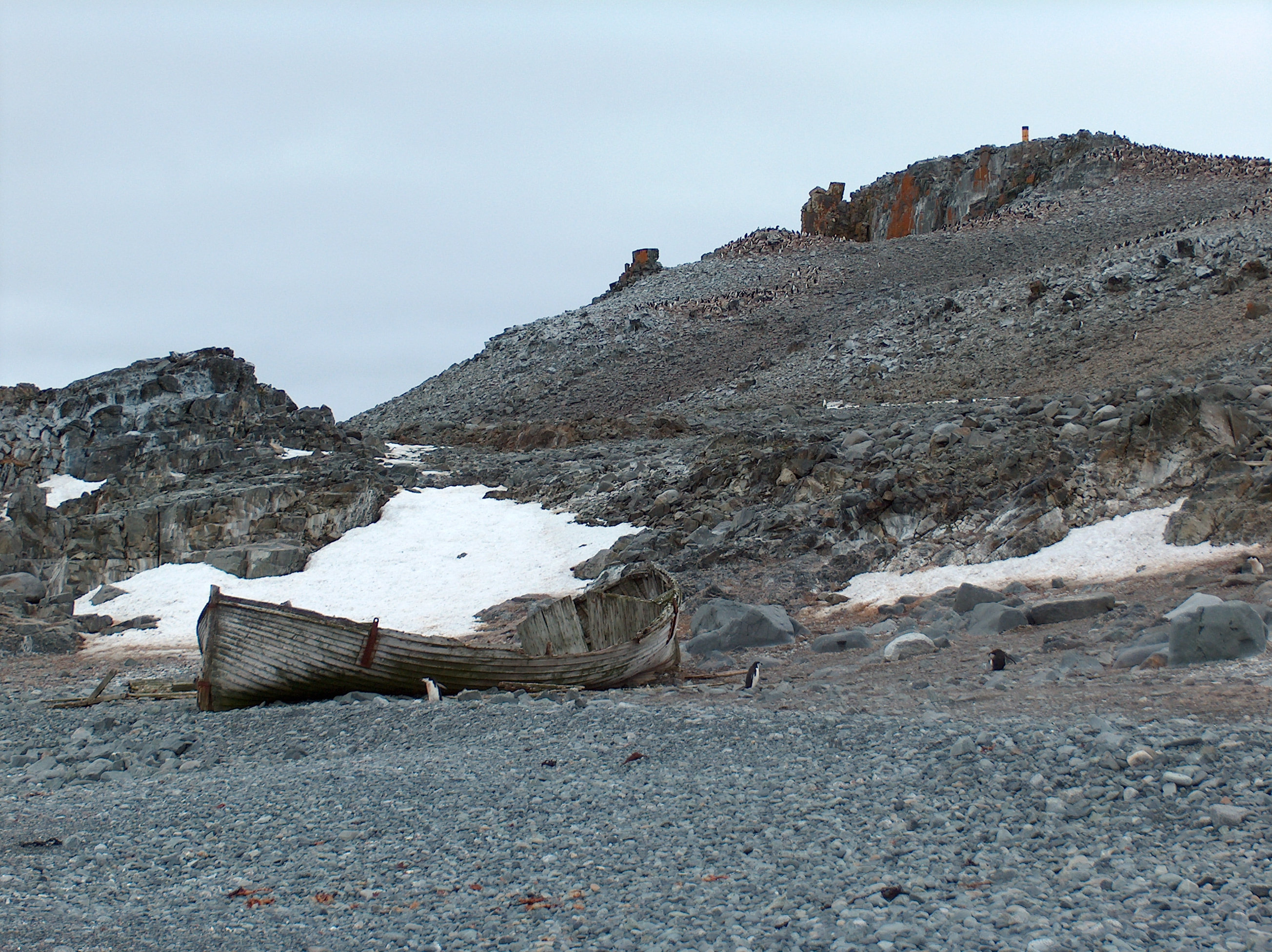
ハーフムーン島に打ち上げられた捕鯨船

行政的に南極と呼ばれる地域が人類に見つかったのは19世紀の事である。1819年、ウィリアム・スミスがバルパライソに向かう途中にホーン岬から南に離れた航路を通り2月19日にリヴィングストン島の北東部を発見、ウィリアムズ岬と名付けられた。この発見は今日の南極条約で保護されている土地、つまり南緯60度以南の土地として初めての発見であった。

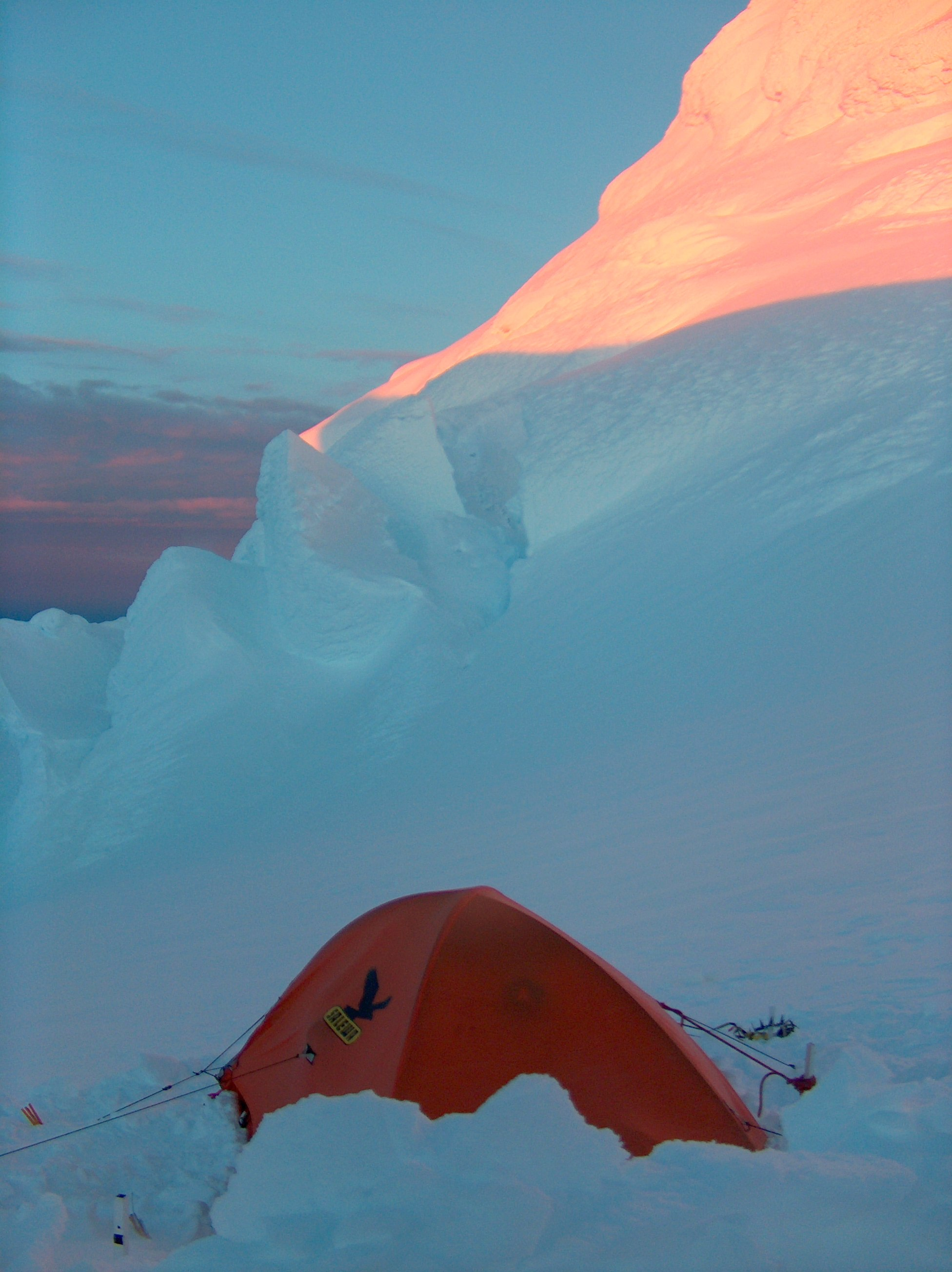
カタルーニャン・サドル

数ヶ月後にサウス・シェトランド諸島を再訪したスミスは10月16日にキングジョージ島に上陸、英国が領有を宣言。それと前後して1819年9月にはスペインのサン・テルモという戦列艦がドレーク海峡で悪天候の為難破し、リヴィングストン島の北海岸に沈んでいた。この船の乗員600人以上は全員死亡したが、彼らが生きていれば南極地域に初めて上陸した人物となっていた。なお船の残骸は後にハーフムーン海岸で船乗りによって発見されている。
1819年12月にスミスは再びサウス・シェトランド諸島を訪れた。この時の船長はスミスではなくチリに駐在していた英国海軍のウィリアム・ヘンリー・シレフで、新たな土地をマッピングする調査を任せられていた中尉のエドワード・ブランズフィールドも相伴した。
1820年1月30日に彼らは南極半島の山を発見したが、3日前にロシアのファビアン・ゴットリープ・フォン・ベリングスハウゼンとミハイル・ラザレフによって発見されていた。
その1年後の1821年1月にベリングスハウゼン、ラザレフは南極を周航し、50以上の英米の猟船、1000人の毛皮猟師がいるのを発見した。デセプション島とリヴィングストン島の間を航行している時に米国のナタニエル・パーマーに会った。

## 地名

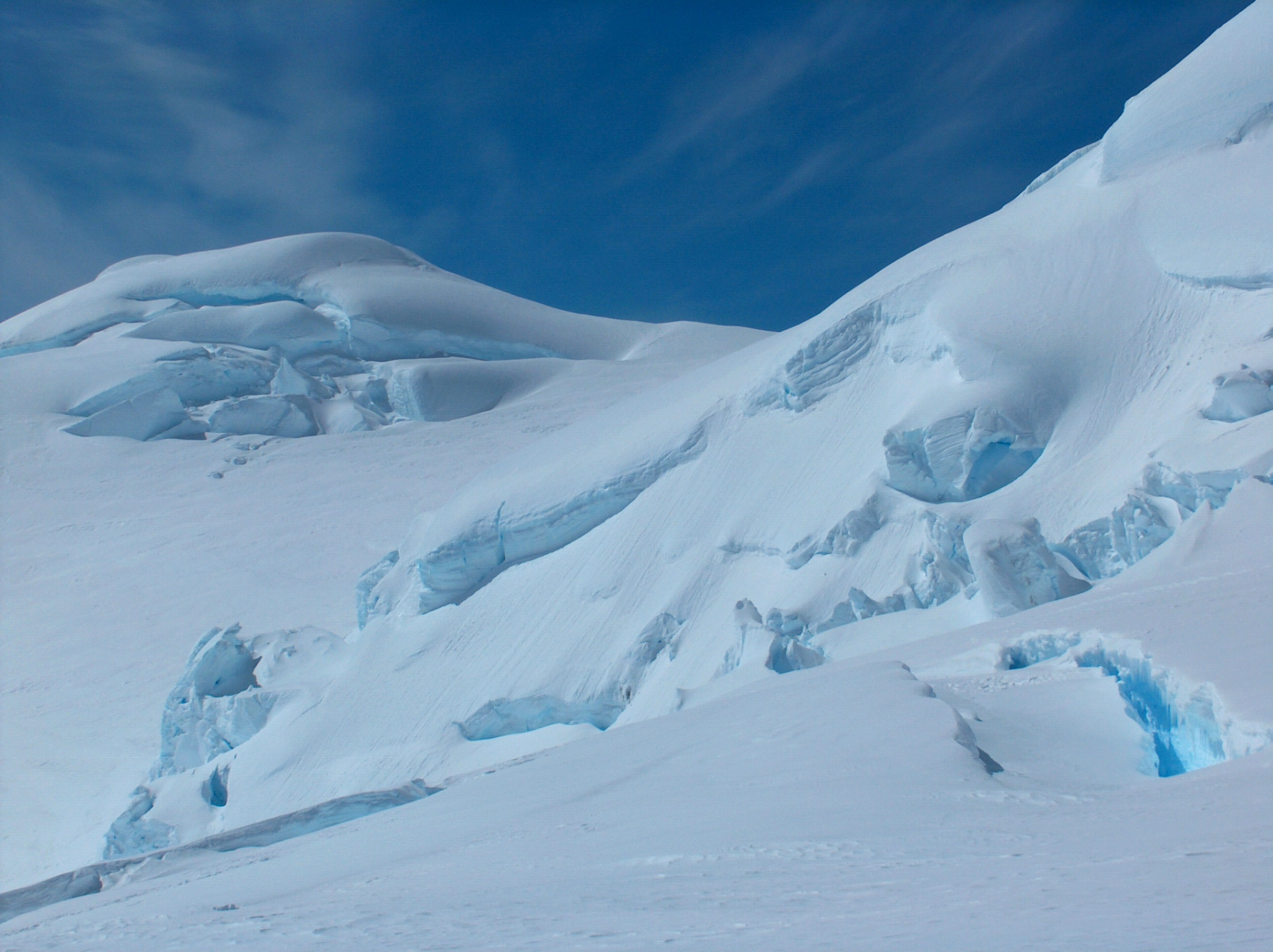
ゾグラフ山

避難小屋の跡や船乗りの遺物が島内には多数存在しており、南極地域では二番目に遺跡が多い土地である。島内の地形の多くはその初期の歴史に由来している。米国の船乗りであるクリストファー・バーディック、チャールズ・バ－ナード、ロバート・ジョンソン、ドナルド・マッカイ、ロバート・イノット、デーヴィッド・レスリー、ベンジャミン・ブルノー、ロバート・マーシー、プリンス・ムーアズ、ウィリアム・ネイパー、ブリトンス・ウィリアム・シレフ、エム・キーン、ジョン・ウォーカー、ラルフ・ボンド、クリストファー・マクグレーガー、ティー・ビン、ウィリアム・ボールズ、オーストラリアのリチャード・シディンス、ニューヨークの船主ジェームズ・バイアーズ、米国の捕鯨商人のウィリアム・ロッチ、フランシス・ロッチ、英国海軍の水理学者トーマス・ハード、ウィリアム・スミスの功績を元にサウス・シェトランド諸島の海図を初めて作成したジョン・ミアーズらの名前やヒューロン、ウィリアムズ、サムエル、グレーナー、ハントレス、チャリティー、ハンナー、ヘンリー、ジョン、ヒーロー等のアザラシ漁の船の名前が地名に取り入れられている。
それ以外にも19世紀の船乗りによって名付けられたものがあり、デヴィルズ岬、ヘル・ゲーツ、ネック・オア・ナッシング水路が挙げられる。また船や人が消えた場所としてインエプタ湾、ニードル岬、ロベリー海岸があげられ、ロベリー（強盗）海岸は米国の船乗りが毛皮を英国の船乗りに奪われた事に由来している名称である。しかし、中には島名のリヴィングストンやフリースラント山、レニアー岬のように初期の出版物から掲載されているものの、その由来がわからない物もある。
リヴィングストン島の島名は1821年にロバート・フィルデスによって出版された物に初出で、島名としては3番目の名称である。それ以前はフリースラント島（表記には揺れがあった）やベリングスハウゼンがナポレオン戦争のスモレンスクの戦いに肖ってつけたスモレンスク島の名で記されていた。現在ではフリースラントの名前はフリースラント山に、スモレンスクの名前はスモレンスク海峡に残っている。リヴィングストンの名前で想起されるのはデイヴィッド・リヴィングストンであるが、1821年当時は僅かに8歳であった。

## 研究拠点

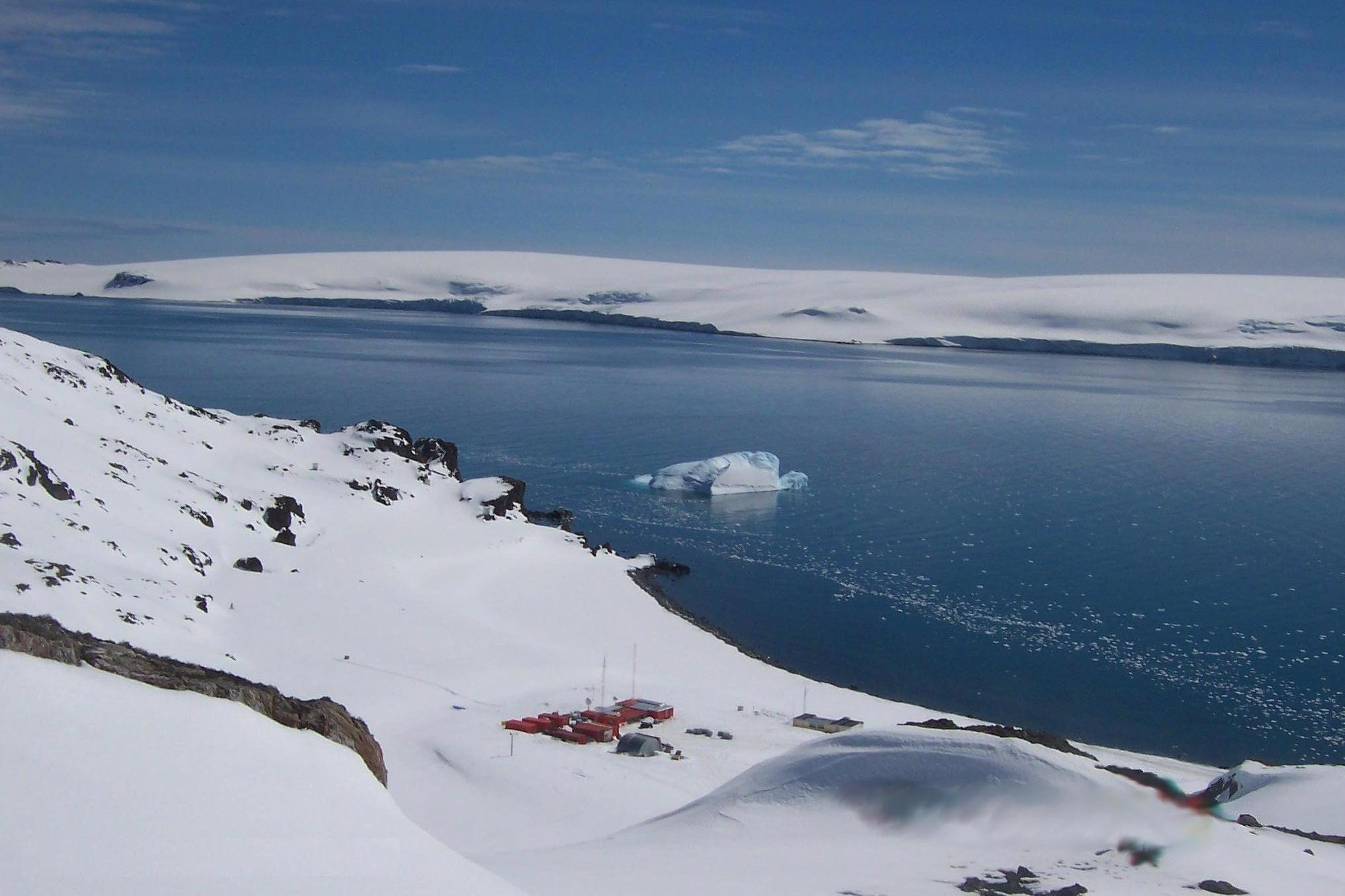
スペインのフアン・カルロス1世基地

船乗りの時代の物ではない居住施設は1957年から翌58年夏にかけてハンナー岬で用いられたステーションPが初めてである。恒久的な科学施設としてはスペインのフアン・カルロス1世基地、ブルガリアのオフリドの聖クリメント基地の二施設が1988年にサウス湾に設立された。他の基地としてはチリと米国のシレフ基地がシレフ岬に1991年に設立された。なお、夏専用の基地としてはアルゼンチンのカマラ基地がハーフムーン島附近に1953年に設立されている。

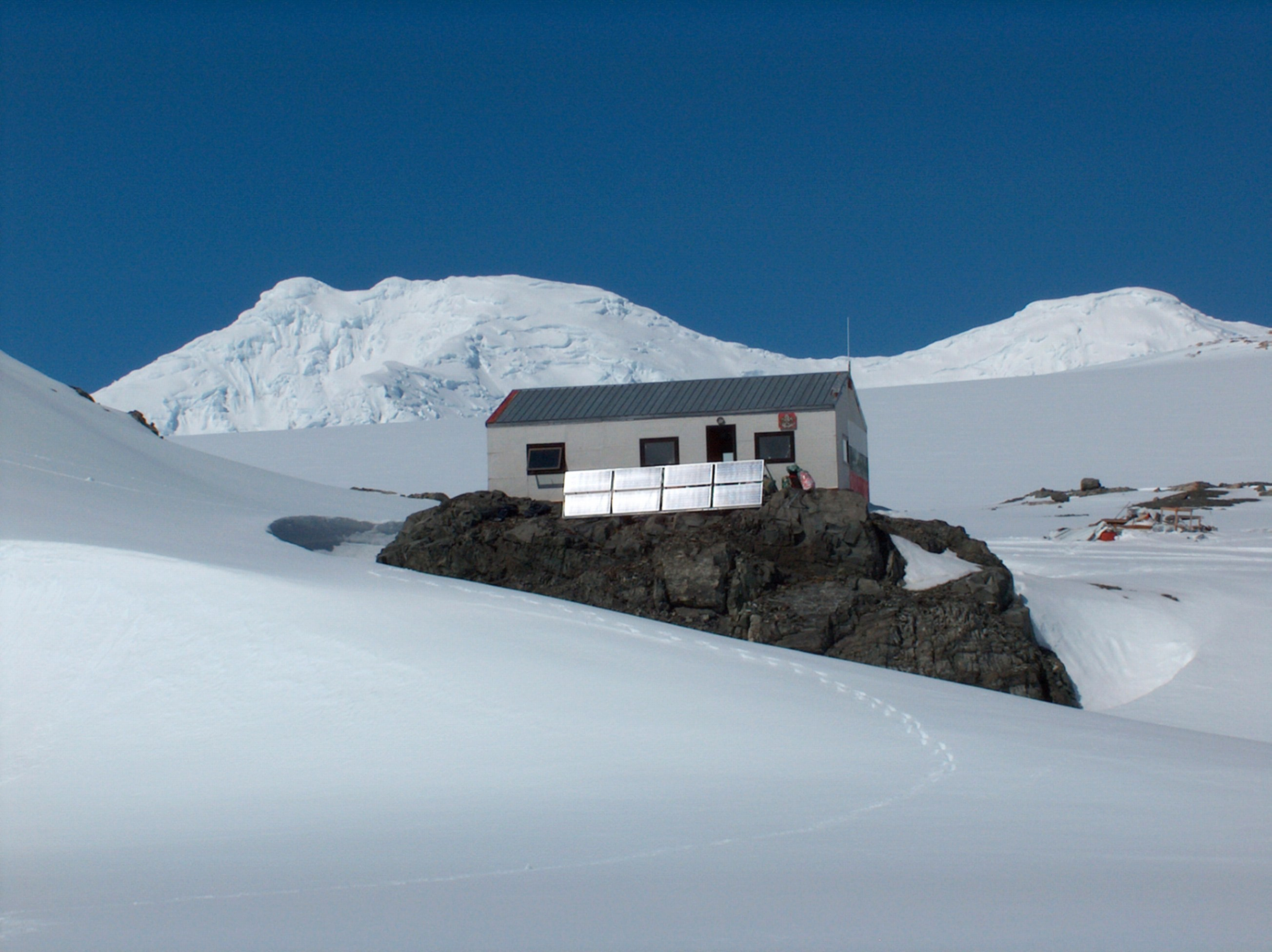
ブルガリアのオフリドの聖クリメント基地

非常用のフィールドキャンプが島の遠いエリアの研究をサポートしている。スペインのキャンプ・バイアーズはバイアーズ半島のニコポル岬の近くに常設されている。また、バイアーズ半島ではアルゼンチンのキャンプ・リヴィングストンも季節によっては運営されている。キャンプ・アカデミアは標高541 m (1,775 ft)のヒューロン氷河上部にあり、タングラ2004-05ではベースキャンプとして用いられた。キャンプ・アカデミアはオフリドの聖クリメント基地とフアン・カルロス1世基地から11–12.5 km (6.8–7.8 mi)ほどで行く事が出来る。また、キャンプ・アカデミカは南のタングラ山地、北のボールズ尾根、ヴィディン高地、カリアクラ氷河、セアディネニエ雪原、東のヒューロン氷河、西のペルニカ氷河、ハントレス氷河へ利便である。キャンプ・アカデミアの名前はブルガリア科学アカデミーによって、同アカデミーの南極調査への貢献への謝意として命名された。また夏季限定ではあるが、併設されているタングラ1091郵便局がブルガリアン・ポスツによって2004年以来運営されている。キャンプ・アカデミアはその設立以来、英国とアイルランドで放映されているディスカバリーの南極探検にも用いられている。

## 保護区域

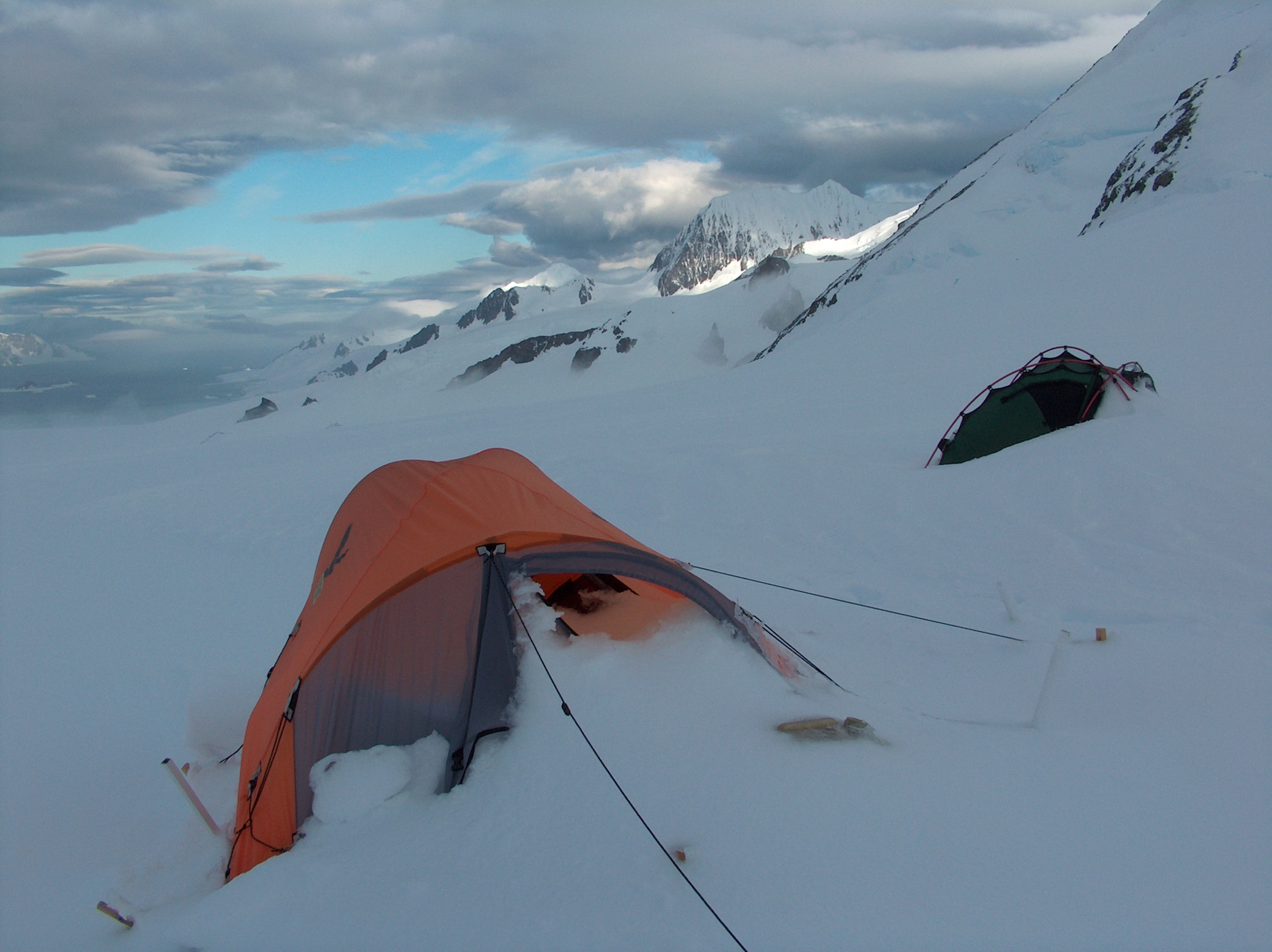
キャンプ・アカデミア

南極を保護するために南極条約によって対象地域における人間の存在と活動は厳しく制限されており、特別に許可があるか、科学調査のための立ち入り以外は制限されている。
リヴィングストン島には1966年以来自然保護区が2つ設定されており、バイアーズ半島、シレフ岬及びサン・テルモ島とその水域である。
保護対象の一つである化石は南極と他の大陸が繋がっていた事を証明している。アザラシやペンギンのコロニーを含む多様な動植物も豊富で、学術研究や観察の対象となっている。また、19世紀に遡る遺跡も多々存在している。
南極史跡記念物も2件存在している。サン・テルモ号沈没の死者追悼として建てられたサン・テルモ・ケルンがHSM59として、オフリドの聖クリメント基地にある同島最古の建築物とされるレーム・ドッグ・ハットがHSM59として登録されている。レーム・ドッグ・ハットはブルガリア国立歴史博物館の分館に相当するリヴィングストン島博物館によって管理されている。

## 旅行

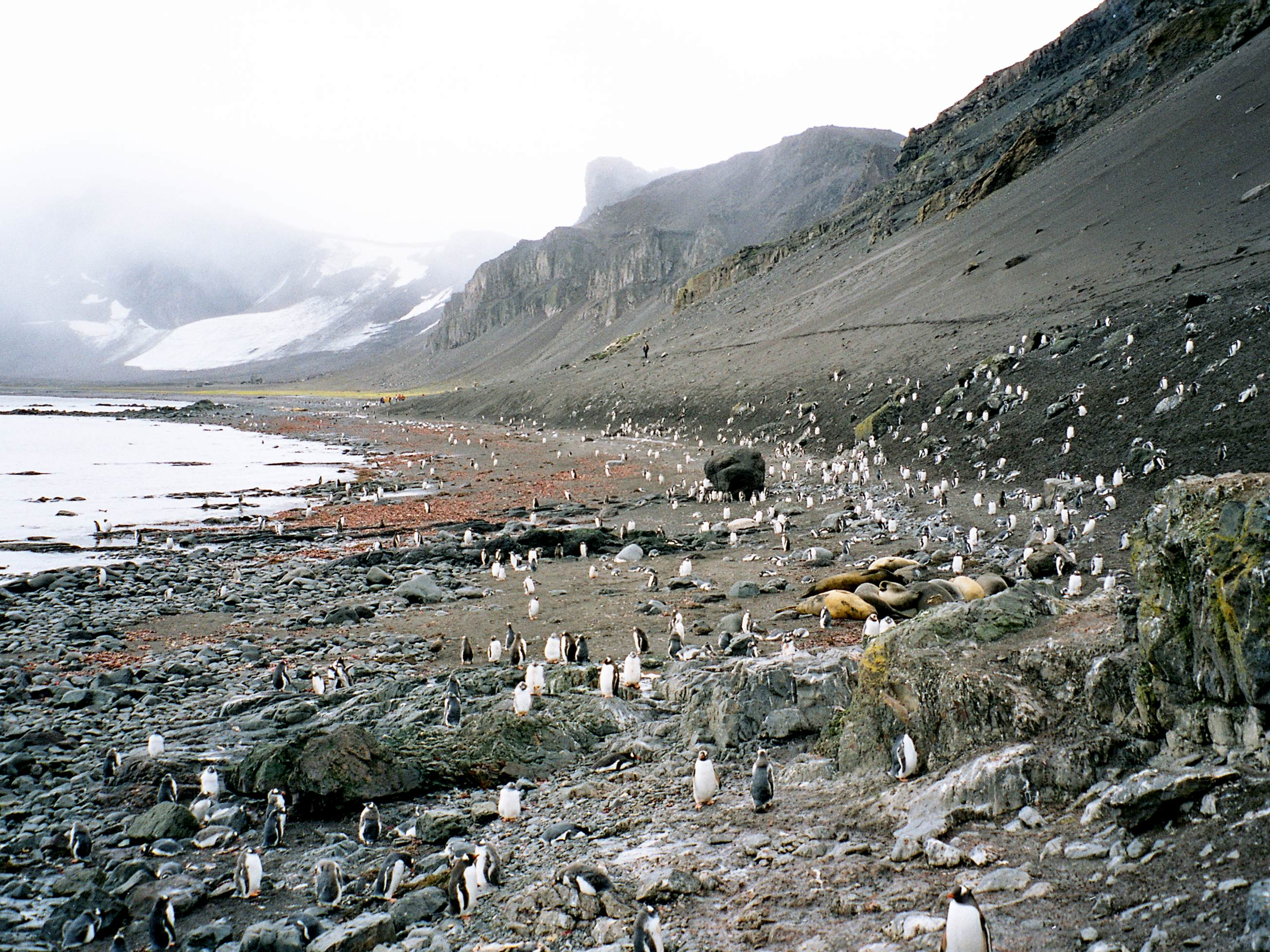
ハンナー岬

サウス・シェトランド諸島への船旅は1958年に始まった。それ以降毎年1万人の単位で増加した。ツアー客の95%以上はサウス・シェトランド諸島と南極半島を巡り、リヴィングストン島南岸のハンナー岬とこの島の東にあるハーフムーン島、この島の南にあるデセプション島、隣のグリーンウィッチ島の近くにあるアイチョ諸島をクルーズ船で巡りつつ上陸している。
エレナ山とレニアー岬の間、タングラ山地の最北東の斜面は山スキーや登山で知られており、ハーフムーン島周辺を巡るクルーズ船からゾディアックボートに乗り換えて向かっている。

## 栄誉
ブルガリア国内にはこの島に名を由来する通りや広場が見られる。リヴィングストン島広場という広場はサムイルやクラにある他、リヴィングストン島通りはゴチェ・デルチェフ、ヤンボル、ペトリチ、ソフィア、ロヴェチ、ヴィディンに存在している。

## 地図

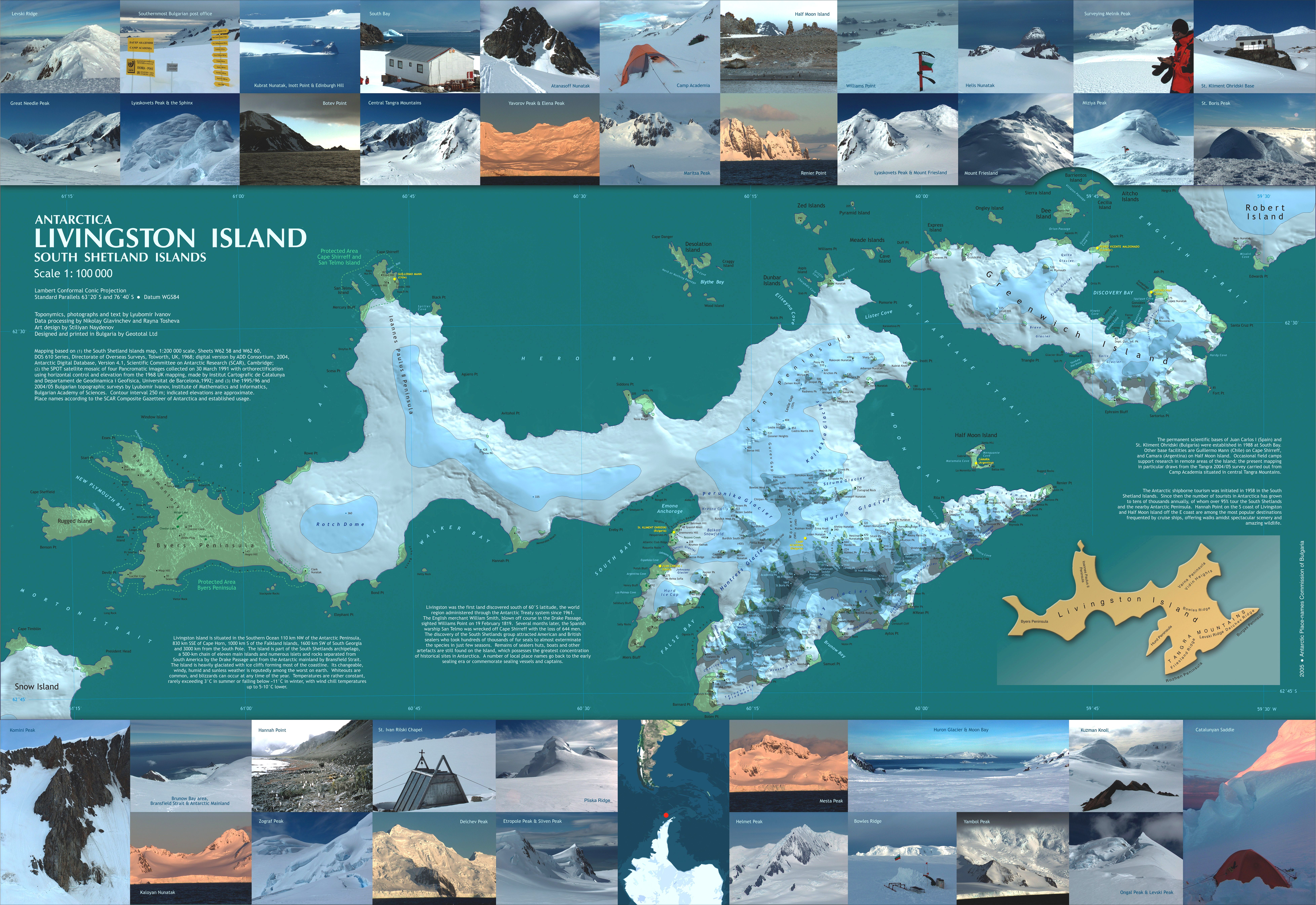
リヴィングストン島とグリーンウィッチ島

- Chart of South Shetland including Coronation Island, &c. from the exploration of the sloop Dove in the years 1821 and 1822 by George Powell Commander of the same. Scale ca. 1:200000. London: Laurie, 1822.
- South Shetland Islands. Scale 1:200000 topographic map. DOS 610 Sheet W 62 60. Tolworth, UK, 1968.
- South Shetland Islands. Scale 1:200000 topographic map. DOS 610 Sheet W 62 58. Tolworth, UK, 1968.
- Isla Elefante a Isla Trinidad. Mapa hidrográfico a escala 1:500000 - 1:350000. Valparaíso: Instituto Hidrográfico de la Armada de Chile, 1971.
- Islas Shetland del Sur de Isla 25 de Mayo a Isla Livingston. Mapa hidrográfico a escala 1:200000. Buenos Aires: Servicio de Hidrografía Naval de la Armada, 1980.
- Islas Livingston y Decepción.  Mapa topográfico a escala 1:100000.  Madrid: Servicio Geográfico del Ejército, 1991.
- Isla Livingston: Península Hurd. Mapa topográfico de escala 1:25000. Madrid: Servicio Geográfico del Ejército, 1991. (Map reproduced on p. 16 of the linked work)
- Península Byers, Isla Livingston. Mapa topográfico a escala 1:25000. Madrid: Servicio Geográfico del Ejército, 1992.
- L.L. Ivanov. St. Kliment Ohridski Base, Livingston Island. Scale 1:1000 topographic map. Sofia: Antarctic Place-names Commission of Bulgaria, 1996. (The first Bulgarian Antarctic topographic map, in Bulgarian)
- L.L. Ivanov. Livingston Island: Central-Eastern Region. Scale 1:25000 topographic map.  Sofia: Antarctic Place-names Commission of Bulgaria, 1996.
- S. Soccol, D. Gildea and J. Bath. Livingston Island, Antarctica. Scale 1:100000 satellite map. The Omega Foundation, USA, 2004.
- L.L. Ivanov et al., Antarctica: Livingston Island and Greenwich Island, South Shetland Islands (from English Strait to Morton Strait, with illustrations and ice-cover distribution), 1:100000 scale topographic map, Antarctic Place-names Commission of Bulgaria, Sofia, 2005
- L.L. Ivanov. Antarctica: Livingston Island and Greenwich, Robert, Snow and Smith Islands. Scale 1:120000 topographic map. Troyan: Manfred Wörner Foundation, 2010. ISBN 978-954-92032-9-5 (First edition 2009. ISBN 978-954-92032-6-4)
- L.L. Ivanov. Antarctica: Livingston Island and Smith Island. Scale 1:100000 topographic map. Manfred Wörner Foundation, 2017. ISBN 978-619-90008-3-0
- Antarctic Digital Database (ADD). Scale 1:250000 topographic map of Antarctica. Scientific Committee on Antarctic Research (SCAR). Since 1993, regularly upgraded and updated.